# 西区街道
西区街道，是中华人民共和国广东省中山市下辖的一个乡镇级行政单位。是中国广东省中山市的一个街道，位于中山市中部。面积为26.7平方公里，2005年全区国内生产总值为24亿元。

## 行政区划
西区街道下辖以下地区：
烟洲社区、广丰社区、西苑社区、长洲社区、后山社区、沙朗社区、隆昌社区、隆平社区和彩虹社区。